# I protomorfi
I protomorfi (Camouflage 2004) è un romanzo di fantascienza scritto da Joe Haldeman. Ha vinto il Premio Nebula come miglior romanzo nel 2005 e il Premio James Tiptree Jr. nel 2004.

## Trama
Nelle acque intorno alle Isole Samoa viene ritrovato uno strano oggetto, simile ad un uovo: il biologo marino Russell Sutton cerca invano di studiarne le caratteristiche. Nel frattempo due entità aliene si aggirano sulla Terra: sono così da tanto tempo sulla Terra al punto da non ricordare nemmeno qual è il loro pianeta di origine. I due alieni sono tanto diversi uno dall'altro quanto dal terrestre: uno di loro, detto il Finto Uomo, possiede un corpo completamente adattabile, può assumere le forme più disparate, è affamato di conoscenza e tendenzialmente buono, mentre l'altro, detto il Camaleonte, è anch'esso in grado di camuffarsi da essere umano, è sadico, egoista e persegue solo il proprio piacere personale. Tuttavia entrambi sono irresistibilmente attratti dallo strano oggetto: per queste ragioni scaturirà una violenta lotta per il manufatto, che si rivelerà essere una navicella aliena. Al termine dello scontro fra le due entità aliene, Russell Sutton ed il Finto Uomo partiranno con la navetta spaziale.

## Edizioni
- Joe Haldeman, Camouflage, 2004.
- Joe Haldeman, I protomorfi, collana Urania n° 1530, Arnoldo Mondadori Editore, 2008,  p. 295.